# Уфимский (Свердловская область)
Уфи́мский — посёлок в Свердловской области, входит в состав муниципального образования Ачитский городской округ.

## География
Посёлок располагается в левобережье Бисерти в 16 км к юго-востоку от райцентра посёлка Ачит и в 155 км к западу от Екатеринбурга.
В посёлке находится железнодорожная станция Уфимка Горьковской железной дороги на линии Дружинино — Амзя.

## История
Посёлок возник в 1939 году в связи со строительством Уфимкинского стекольного завода, выпускавшего медицинскую посуду.
В 1964 — 2004 годах Уфимский относился к категории посёлков городского типа.
В июле 2004 года рабочий поселок Уфимский был отнесен к категории сельских населённых пунктов к виду посёлок.

## Население
| 1970 | 1979  | 1989  | 2002  | 2010  | 2021  |
| ---- | ----- | ----- | ----- | ----- | ----- |
| 3178 | ↗3347 | ↗3822 | ↘3314 | ↘3015 | ↘2432 |

## Экономика
- ООО «Уральский стекольный завод» (ЗАО «Уфимкинский стекольный завод»)